# Juarez Albino Destro
Juarez Albino Destro RCJ (* 9. April 1967 in Criciúma, Santa Catarina) ist ein brasilianischer römisch-katholischer Ordensgeistlicher und Weihbischof in Porto Alegre.

Wappen von Juarez Albino Destro

## Leben
Juarez Albino Destro besuchte die Escola Básica Coelho Netto und absolvierte 1985 an der Sociedade de Assistência aos Trabalhadores de Carvão (SATC) in Criciúma eine Ausbildung im Bereich Elektrotechnik. Danach arbeitete er kurzzeitig in Porto Alegre. Später trat Destro der Ordensgemeinschaft der Rogationisten bei. Von 1986 bis 1988 studierte er Philosophie am Instituto Vicentino de Filosofia in Curitiba. In dieser Zeit war er Alumnus des ordenseigenen Priesterseminars João Paulo II. Destro absolvierte das Noviziat in Bauru und legte am 27. Januar 1990 in Criciúma die erste Profess ab. Im selben Jahr erwarb er an der Universidade São Francisco (USF) in São Paulo ein Lizenziat im Fach Philosophie. Von 1990 bis 1995 folgte das Studium der Katholischen Theologie am Theologischen Institut in São Paulo (ITESP). Am 24. August 1996 empfing er in Criciúma das Sakrament der Priesterweihe.
Destro wirkte zunächst von 1996 bis 2010 am Centro Rogate do Brasil und am Institut für Berufungspastoral (IPV) in São Paulo sowie von 1997 bis 2010 als Direktor der Zeitschrift Rogate und von 2002 bis 2009 als Provinzialrat und Sekretär des Provinzsuperiors. Daneben belegte er Kurse im Fach Kommunikationswissenschaft an der Universidad Popular Autónoma del Estado de Puebla (UPAEP) und an der Universidade do Vale do Rio dos Sinos (Unisinos) in Porto Alegre. Von 2010 bis 2018 fungierte Destro als Provinzsuperior der Ordensprovinz São Lucas, die neben Brasilien auch Angola, Argentinien und Paraguay umfasst. Parallel war er weiterhin Mitglied der Leitung des Instituts für Berufungspastoral. Ab 2019 war Destro als Novizenmeister in Brasília, als geistlicher Begleiter der Equipes de Nossa Senhora (ENS) und bei der Brasilianischen Bischofskonferenz für die Kommission für die geweihten Amtsträgern und das geweihte Leben tätig. 2022 wurde er zudem Vikar des Provinzsuperiors, Sekretär der Ordensprovinz São Lucas und Provinzialrat für die Ausbildung der dortigen Rogationisten. Darüber hinaus gehörte er dem Vorstand des Instituts für Berufungspastoral an und beriet dessen Forschungsabteilung.
Am 8. März 2023 ernannte ihn Papst Franziskus zum Titularbischof von Sufetula und zum Weihbischof in Porto Alegre. Der Erzbischof von Porto Alegre, Jaime Spengler OFM, spendete ihm am 17. Juni desselben Jahres in der Kathedrale Nossa Senhora Madre de Deus in Porto Alegre die Bischofsweihe; Mitkonsekratoren waren der Weihbischof in São Paulo, Ângelo Ademir Mezzari RCJ, und der Bischof von Criciúma, Jacinto Inácio Flach. Destro wählte den Wahlspruch Vocatio: gratia et missio („Berufung: Gnade und Sendung“).